# دریاچه بهار

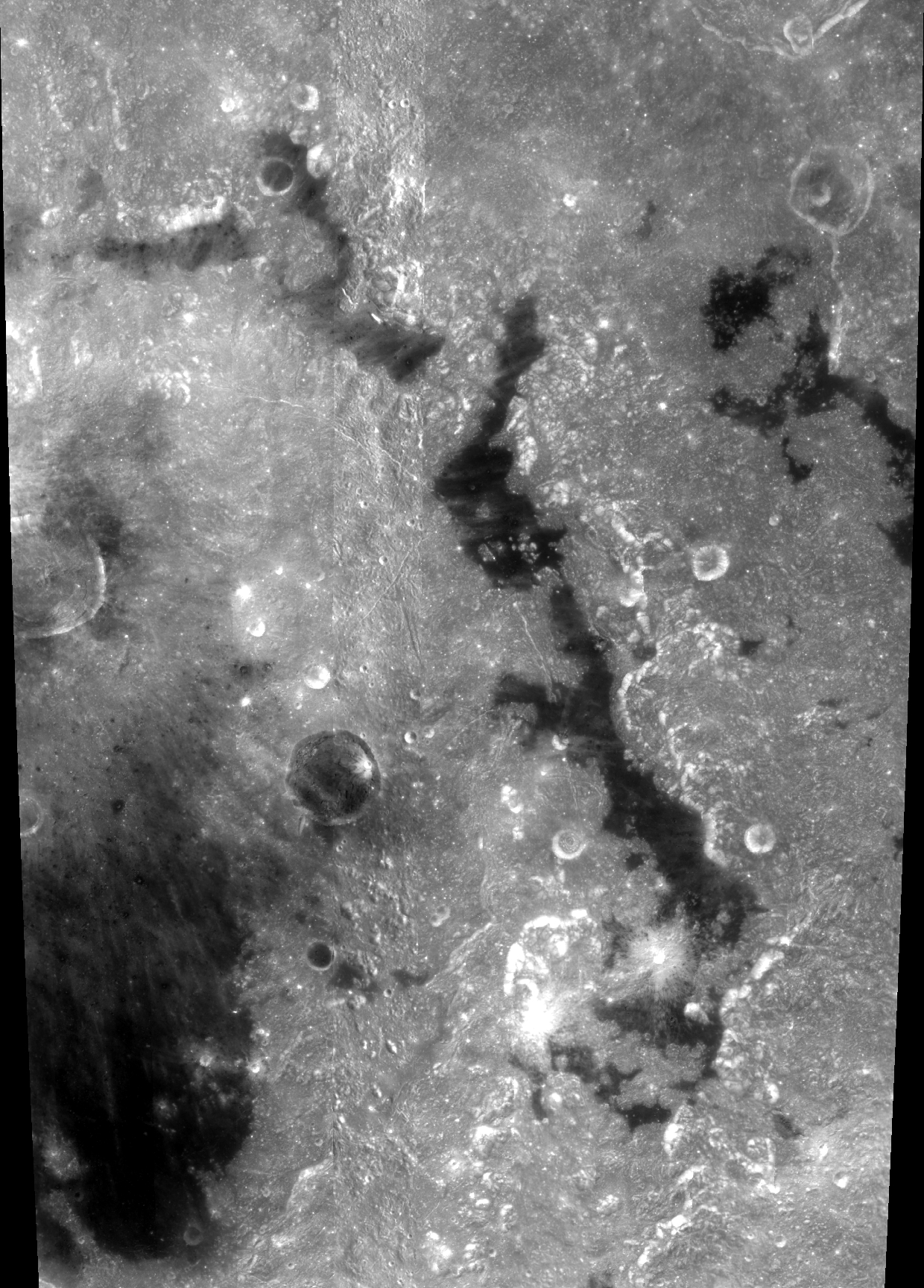
دریاچه بهار

دریاچه بهار (به لاتین: Lacus Veris) یکی از دریاچه‌وارهای کوچک بر سطح کرهٔ ماه است.
مختصات ماه‌نگاشتی این دریاچه‌وار ۱۶٫۵° جنوبی و ۸۶٫۱° غربی و قطر محیط آن ۳۹۶ کیلومتر است.
در یک پژوهش که در سال ۱۹۸۹ توسط مرکز فضایی جانسون ناسا انجام شد این دریاچه‌وار را به عنوان محل برپایی پایگاه مسکونی بر روی ماه پیشنهاد شده‌است.